# 平田隆夫
平田 隆夫（ひらた たかお、1939年? - 2011年6月12日）は、日本のソングライター、ジャズピアニスト。

## 人物・来歴
京都府出身。武蔵野音楽大学卒業。
1965年、ダン池田が率いたアフロ・キューバン・ジャズのバンド「ダン池田とアフロキューバン」に加入。ジャズ・ピアニストとして活動。1968年に「平田隆夫とセルスターズ」を結成、『マシュ・ケ・ナダ』の世界的ヒットを放ったセルジオ・メンデスを目指した。1969年には、グループ・サウンズ「ザ・ルビーズ」のギタリスト菊谷英二を同バンドに迎え、東京・新宿の小田急百貨店のレストラン「バルーン」でレギュラー演奏をしていた。
1971年、「平田隆夫とセルスターズ」はミノルフォン・レコード（現在の徳間ジャパンコミュニケーションズ）と契約。同社の新レーベル「DANレコード」の設立第1弾シングルとして、平田が作詞・作曲した『悪魔がにくい』をリリース。オリコン週間シングルチャート第1位を記録するヒットとなる。翌1972年、作詞に俳優の内田良平を迎えた『ハチのムサシは死んだのさ』のヒットで、同曲の編曲者土持城夫が「第14回日本レコード大賞」で編曲賞を受賞。平田はセルスターズとともに第23回NHK紅白歌合戦に「紅組」として出場した。
1977年、「平田隆夫とセルスターズ」を解散。埼玉県川口市の西川口駅近辺にミュージックパブ「ハチのムサシ」を開く。またその後、コンピュータ音楽の制作会社を設立した。1993年、新しい女性ボーカリスト2名を迎え、「平田隆夫とセルスターズ」を18年ぶりに復活させた。
2008年3月、平田は経営するミュージックパブ「ハチのムサシ」を移転・新装し、ミュージックステーション「ハチのムサシ」として再オープンした。同地を拠点に、演奏活動を続けていた。
2011年6月12日、縦隔脂肪肉腫のためさいたま市岩槻区の病院で死去。72歳没。

## 主なディスコグラフィ

### シングル
- 平田隆夫とセルスターズ『悪魔がにくい』（1971年）- 作詞・作曲
- 平田隆夫とセルスターズ『ハチのムサシは死んだのさ』（1972年）- 作曲

### オフィシャルソング
- 『楊志館高等学校校歌』（作詞：後藤尚武）- 作曲、大分市の楊志館高等学校校歌

## 関連事項
- 平田隆夫とセルスターズ
- 第23回NHK紅白歌合戦